# Maribel Vinson
Maribel Vinson (n. 12 octombrie 1911, Winchester, Massachusetts, SUA – d. 15 februarie 1961, Kampenhout, Flandra, Belgia) a fost o patinatoare artistică ce a reprezentat Statele Unite ale Americii, medaliată olimpică. A participat la 3 ediții ale Jocurilor Olimpice (1928, 1932, 1936) în care a câștigat o medalie de bronz.